# 田原本町

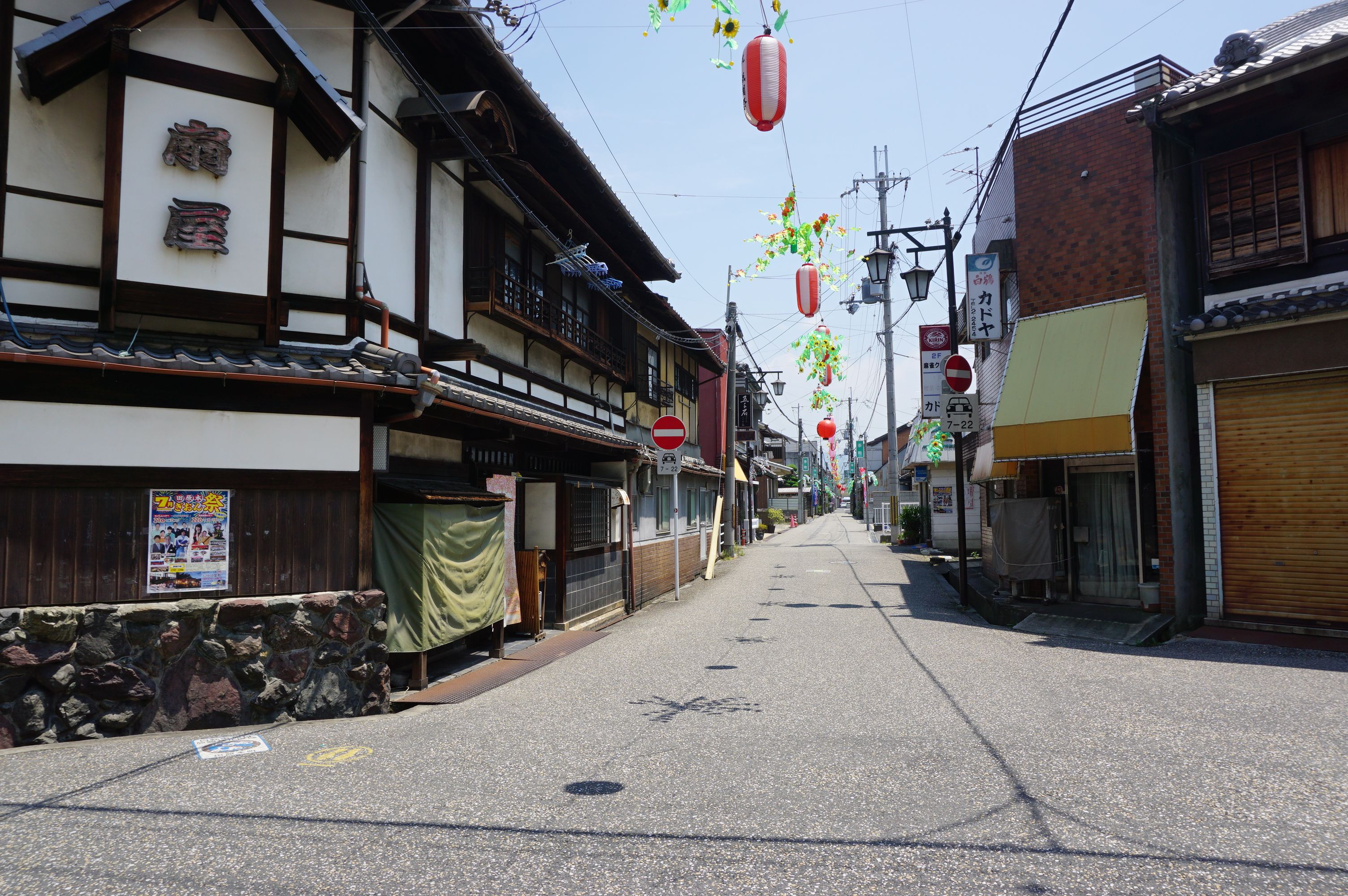
田原本町の中心市街地

田原本町（たわらもとちょう）は、奈良県磯城郡の南端に位置する町（中和地区）。

## 地理
奈良盆地中央部に位置し、全域が平坦地である。町の東部を大和川、中央部に寺川、西部を飛鳥川と曽我川が北流する。

## 歴史
奈良盆地のほぼ中央、東に初瀬川 (奈良県)、西に飛鳥川が流れる平坦地に位置する。古代の大和国城下郡鏡作郷・室原郷・黒田郷・賀美郷、十市郡飯富郷の地で、鏡作神社（八尾）・多神社など著名な延喜式内社が鎮座する。また弥生時代の代表的遺跡である唐古・鍵遺跡（国の史跡）を有する。文禄4年（1595年）には賤ヶ岳の七本槍のひとり平野長泰が田原本近隣七ヶ村に領地を拝領した。この領地は後に田原本藩となった。

### 沿革
- 1889年（明治22年）4月1日 - 町村制の施行により、十市郡田原本村の区域をもって、十市郡田原本町が発足する。
- 1897年（明治30年）4月1日 - 十市郡田原本町の所属郡が磯城郡に変更する。
- 1956年（昭和31年）9月30日 - 田原本町、多村、川東村、平野村及び都村が合併して、改めて田原本町が発足する。
- 1957年（昭和32年）7月1日 - 大字飯高、大字大垣、大字豊田、大字西新堂及び大字新口の区域を橿原市に編入する。
- 1958年（昭和33年）10月15日 - 大字檜垣、大字遠田、大字海知及び大字武蔵の区域を天理市に編入する。

### 町域の変遷
|        | 明治22年 | 明治29年 | 明治29年 | 昭和31年 | 現在     |
| ------ | -------- | -------- | -------- | -------- | -------- |
| 奈良県 |          |          |          |          |          |
| 式下郡 | 川東村   | 磯城郡   | 川東村   | 田原本町 | 田原本町 |
| 式下郡 | 都村     | 磯城郡   | 都村     | 田原本町 | 田原本町 |
| 十市郡 | 田原本町 | 磯城郡   | 田原本町 | 田原本町 | 田原本町 |
| 十市郡 | 多村     | 磯城郡   | 多村     | 田原本町 | 田原本町 |
| 十市郡 | 平野村   | 磯城郡   | 平野村   | 田原本町 | 田原本町 |

## 行政
- 町長

### 町政
- 2004年7月、吉川周伯助役が町幹部職員に参議院選挙での自民党比例代表候補への票の取りまとめを依頼したとして公職選挙法違反（公務員の地位利用）で県警捜査2課に逮捕された。
- 2006年11月、任期満了に伴う町長選挙で塚田豊（町議会議長）との選挙戦になり、寺田典弘が初当選した。寺田は2010年、2014年に再選した。
- 2015年12月5日、町長の寺田典弘が酒気帯び運転の容疑で奈良県警察に逮捕された[1]。
- 2016年1月31日、田原本町長に森章浩が初当選。
- 2024年1月21日、町長に高江啓史が初当選[2]。

### 行政機関

#### 消防
- 奈良県広域消防組合磯城消防署（磯城郡三町（川西町、三宅町、田原本町）を主に管轄）

#### 警察
奈良県警察天理警察署田原本警察庁舎

#### 県の施設
- 奈良県立教育研究所
- 心身障害者福祉センター
- 身体障害者更生相談所
- 知的障害者更生相談所
- 県営福祉パーク・福祉住宅体験館
- 奈良県健康づくりセンター

## 議会
- 町議会：議員定数14名。なお、衆議院議員選挙の選挙区は「奈良県第2区」[3]、奈良県議会議員選挙の選挙区は「磯城郡選挙区」（定数：2）となっている[4]。

## 経済

### 本社を置く主な企業
- タミヤ製作所
- 品川工業所
- 萩原農場
- 奈良トヨタ自動車
- 米田兄弟社

### 金融機関
- 南都銀行　田原本支店（大字無し・小字戎通）
- 奈良中央信用金庫　本店営業部（大字無し・小字幸町）、新町出張所（新町）

### 日本郵政グループ
（※2014年6月現在）
- 日本郵便株式会社
  - 田原本郵便局（十六面＝じゅうろくせん） - 集配局。ゆうちょ銀行ATMのホリデーサービス実施局。
  - 田原本法貴寺郵便局（法貴寺）
  - 田原本市町郵便局（大字無し・小字市町）
  - 味間郵便局（味間）
  - 宮古簡易郵便局（宮古）
  - 田原本平野簡易郵便局（平野）
  - 田原本宮森簡易郵便局（宮森）

田原本町内の郵便番号は「636-02xx」「636-03xx」（いずれも田原本郵便局の集配担当）となっている。

## 地域

### 人口
| |                                          |  |
| 田原本町と全国の年齢別人口分布（2005年） | 田原本町の年齢・男女別人口分布（2005年） |  |
| ■紫色 ― 田原本町 ■緑色 ― 日本全国 | ■青色 ― 男性 ■赤色 ― 女性                |  |
| 田原本町（に相当する地域）の人口の推移 \| 1970年（昭和45年） \| 20,988人 \| \| \| 1975年（昭和50年） \| 25,560人 \| \| \| 1980年（昭和55年） \| 28,172人 \| \| \| 1985年（昭和60年） \| 30,036人 \| \| \| 1990年（平成2年） \| 31,533人 \| \| \| 1995年（平成7年） \| 32,837人 \| \| \| 2000年（平成12年） \| 32,934人 \| \| \| 2005年（平成17年） \| 33,029人 \| \| \| 2010年（平成22年） \| 32,121人 \| \| \| 2015年（平成27年） \| 31,691人 \| \| \| 2020年（令和2年） \| 31,177人 \| \| |                                          |  |
| 総務省統計局 国勢調査より |                                          |  |
| 1970年（昭和45年） | 20,988人                                 |  |
| 1975年（昭和50年） | 25,560人                                 |  |
| 1980年（昭和55年） | 28,172人                                 |  |
| 1985年（昭和60年） | 30,036人                                 |  |
| 1990年（平成2年） | 31,533人                                 |  |
| 1995年（平成7年） | 32,837人                                 |  |
| 2000年（平成12年） | 32,934人                                 |  |
| 2005年（平成17年） | 33,029人                                 |  |
| 2010年（平成22年） | 32,121人                                 |  |
| 2015年（平成27年） | 31,691人                                 |  |
| 2020年（令和2年） | 31,177人                                 |  |

奈良県統計

- 2007年10月1日現在 :　32,595人
- 人口増加率（2002年→2007年） : -1.6%

### 医療機関
- 奈良県立病院機構奈良県総合リハビリテーションセンター

- 国保中央病院

### 教育・保育
保育園
- こどもの森　阪手保育園
- 宮森保育園
- 宮古保育園

幼稚園
- 町立　東幼稚園
- 町立　北幼稚園
- 町立　田原本幼稚園
- 町立　南幼稚園
- 町立　幼稚園型認定こども園　平野幼稚園

小学校
- 町立　東小学校
- 町立　北小学校
- 町立　田原本小学校
- 町立　南小学校
- 町立　平野小学校

中学校
- 町立　田原本中学校
- 町立　田原本北中学校

県立高校
- 奈良県立磯城野高等学校（旧：奈良県立田原本農業高等学校）
- 奈良県立高等養護学校

※ かつては田原本町内に奈良県立志貴（しき）高等学校もあったが、奈良県立桜井商業高等学校（桜井市）と統合再編し（「奈良県立奈良情報商業高等学校」に校名変更）、2007年（平成19年）3月をもって閉校した。

## 交通機関

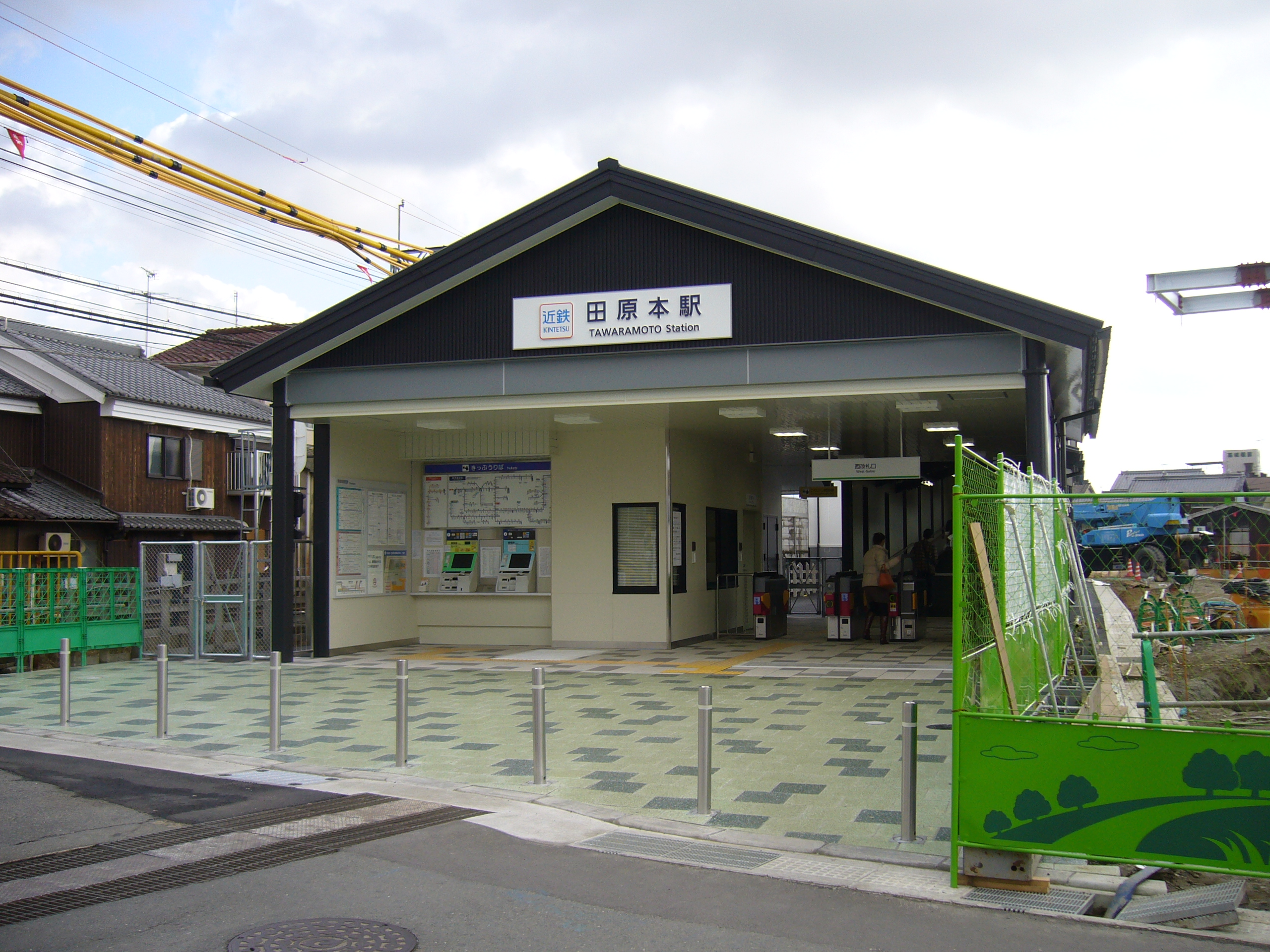
田原本駅

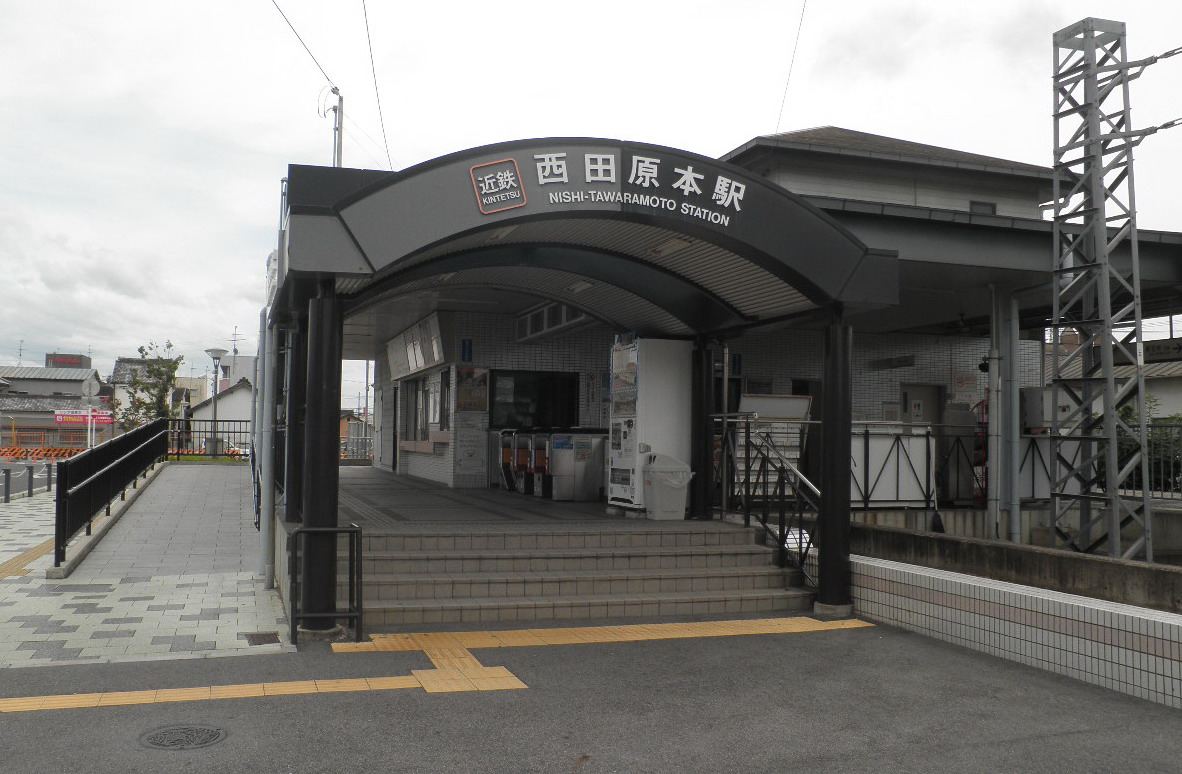
西田原本駅

### 鉄道
- 近畿日本鉄道（近鉄）
  - 橿原線 : 田原本駅 - 笠縫駅
  - 田原本線 : 黒田駅 - 西田原本駅

### バス
広陵町コミュニティバス「広陵元気号」 中央幹線
- 国保中央病院より広陵町の公民館、ホール、役場などを経由し、大和高田駅に向かう路線が1日6.5往復運行されている（12月31日～1月3日は運休）。そのほか、広陵町に近い地域では同バス北東部支線も利用可能で、箸尾駅や大和高田駅へ向かうことができる。

奈良交通の田原本バスセンターと国保中央病院を結ぶ路線があったが、同院の送迎バスに転換され廃止された。

### 道路

#### 高規格幹線道路
- 京奈和自動車道
  - 田原本IC

#### 一般国道
- 国道24号（橿原バイパス）

#### 県道
- 主要地方道
  - 奈良県道14号桜井田原本王寺線
  - 奈良県道36号天理王寺線
  - 奈良県道50号大和高田桜井線
  - 奈良県道51号天理環状線
- 一般県道
  - 奈良県道112号田原本広陵線
  - 奈良県道151号田原本停車場線
  - 奈良県道196号柳本田原本線
  - 奈良県道197号結崎田原本線
  - 奈良県道273号大和郡山田原本橿原自転車道線

## 名所・旧跡・観光スポット・祭事・催事

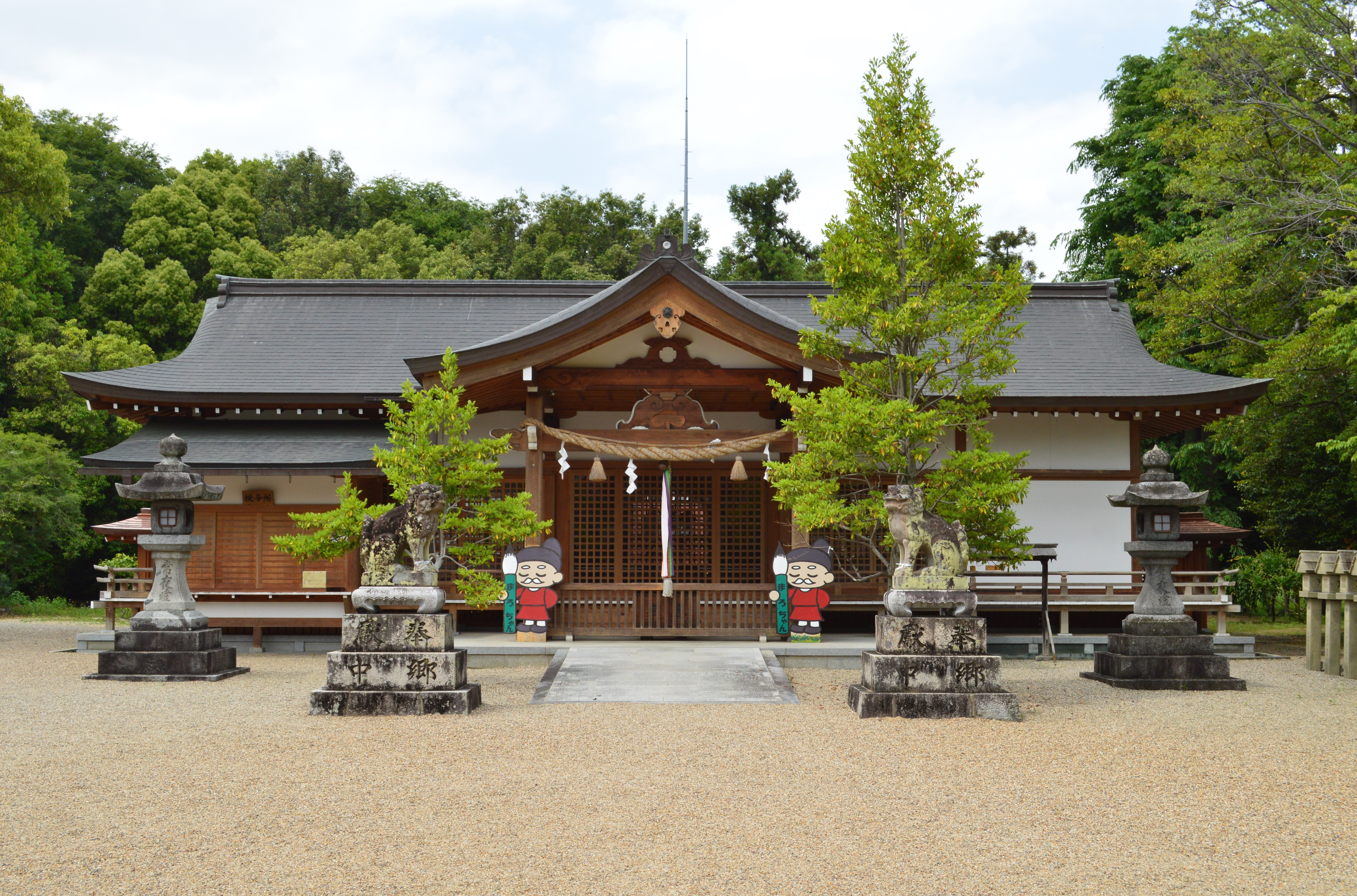
多神社

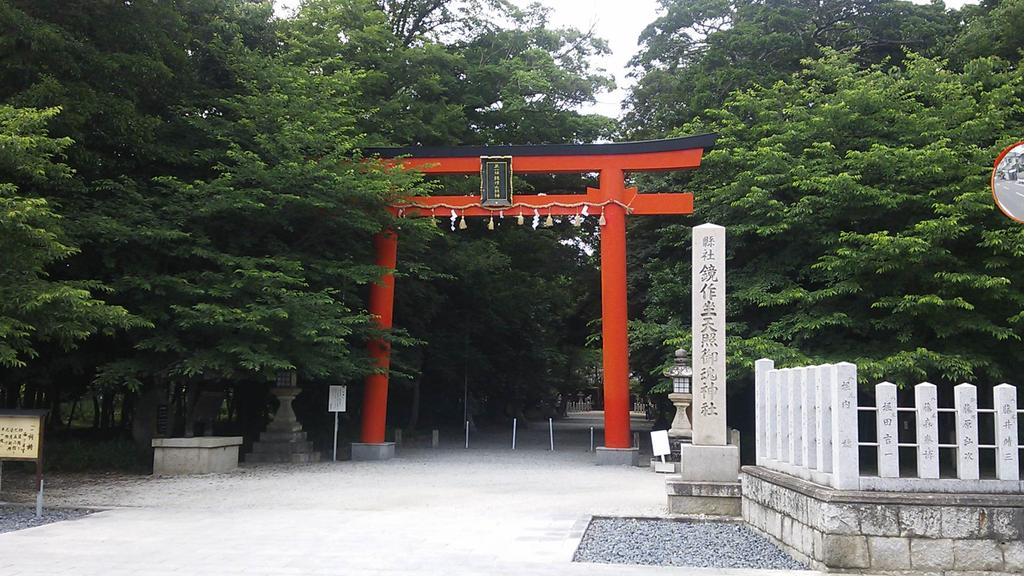
鏡作神社

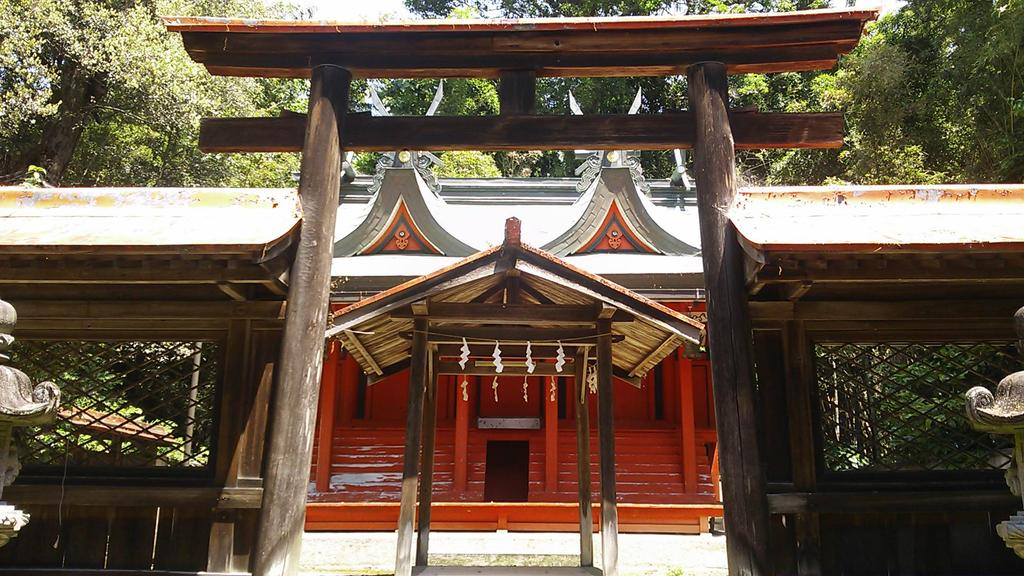
村屋神社

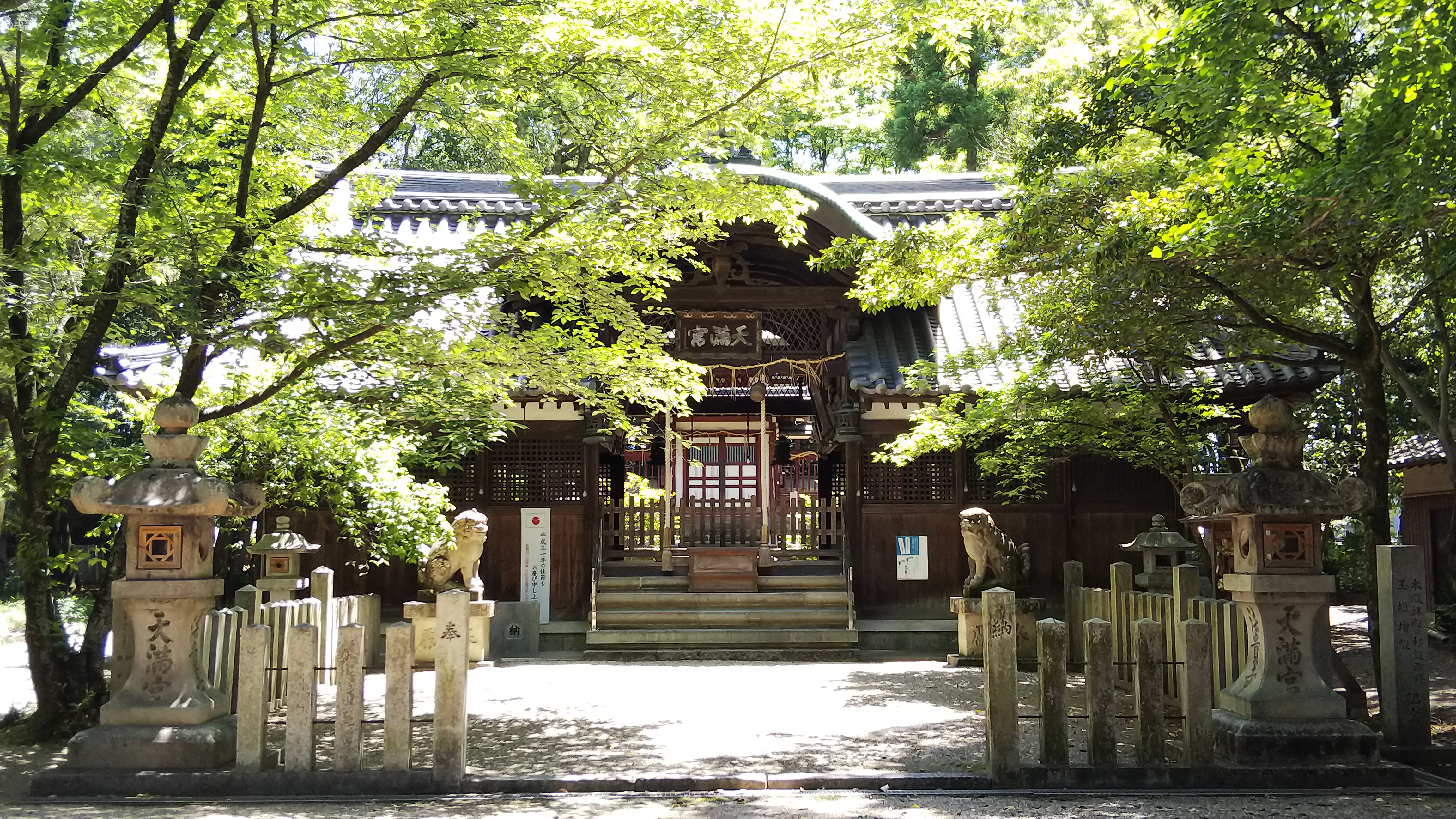
池神社

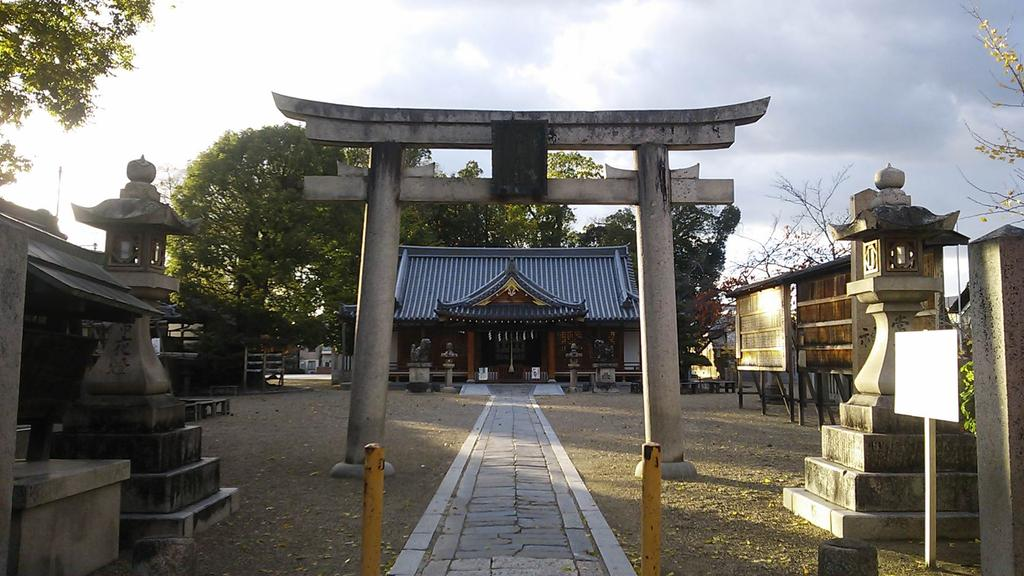
津島神社

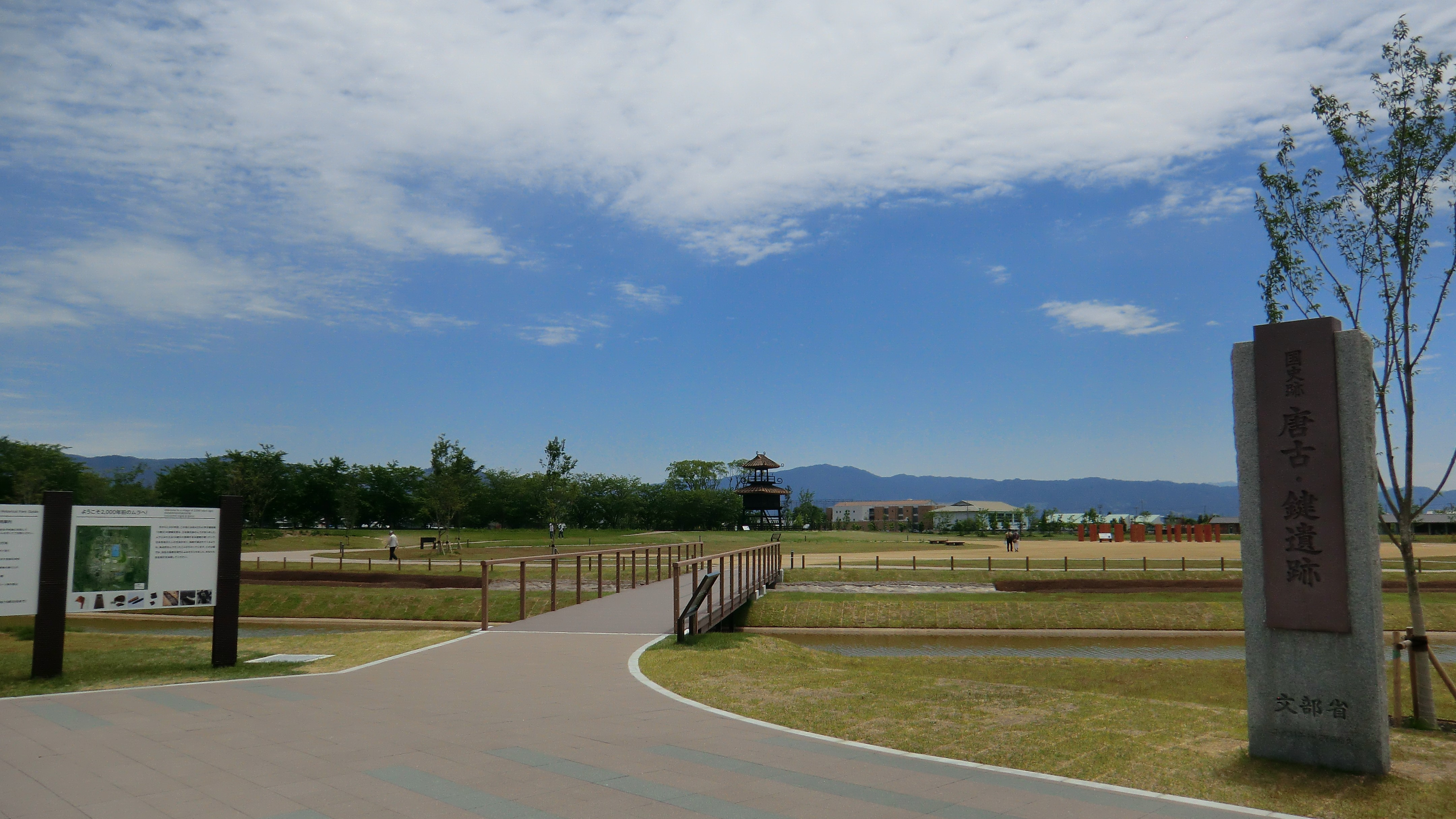
唐古・鍵遺跡史跡公園

### 神社
- 多坐弥志理都比古神社 （多神社）
- 鏡作坐天照御魂神社（鏡作神社）
- 村屋坐弥冨都比売神社（村屋神社）
- 池坐朝霧黄幡比売神社（池神社）
- 津島神社
- 孝霊神社
- 須佐男神社

### 寺院
- 秦楽寺
- 浄照寺
- 教案寺

### 古道（ハイキングコース）
- 中ツ道
- 法隆寺街道

### 史跡
- 唐古・鍵遺跡（国の史跡）
- 黒田大塚古墳（奈良県指定史跡）

## 著名な出身者
- 辻本史邑：書家。川東村（1956年に田原本町と合併）出身
- 住井すゑ：小説家
- 森跳二：元広島東洋カープ投手
- 上島忠雄：世界初の缶コーヒー考案者でありUCC上島珈琲の創業者
- 谷口大智：プロバスケットボール選手
- 吉田之久：元国会議員
- 吉田隼人：自転車ロードレース選手
- 小島一恵：陸上競技選手。
- 酒井藍：お笑い芸人（田原本町広報大使）
- 辰巳遼：プロバレーボール選手